# Salmoé

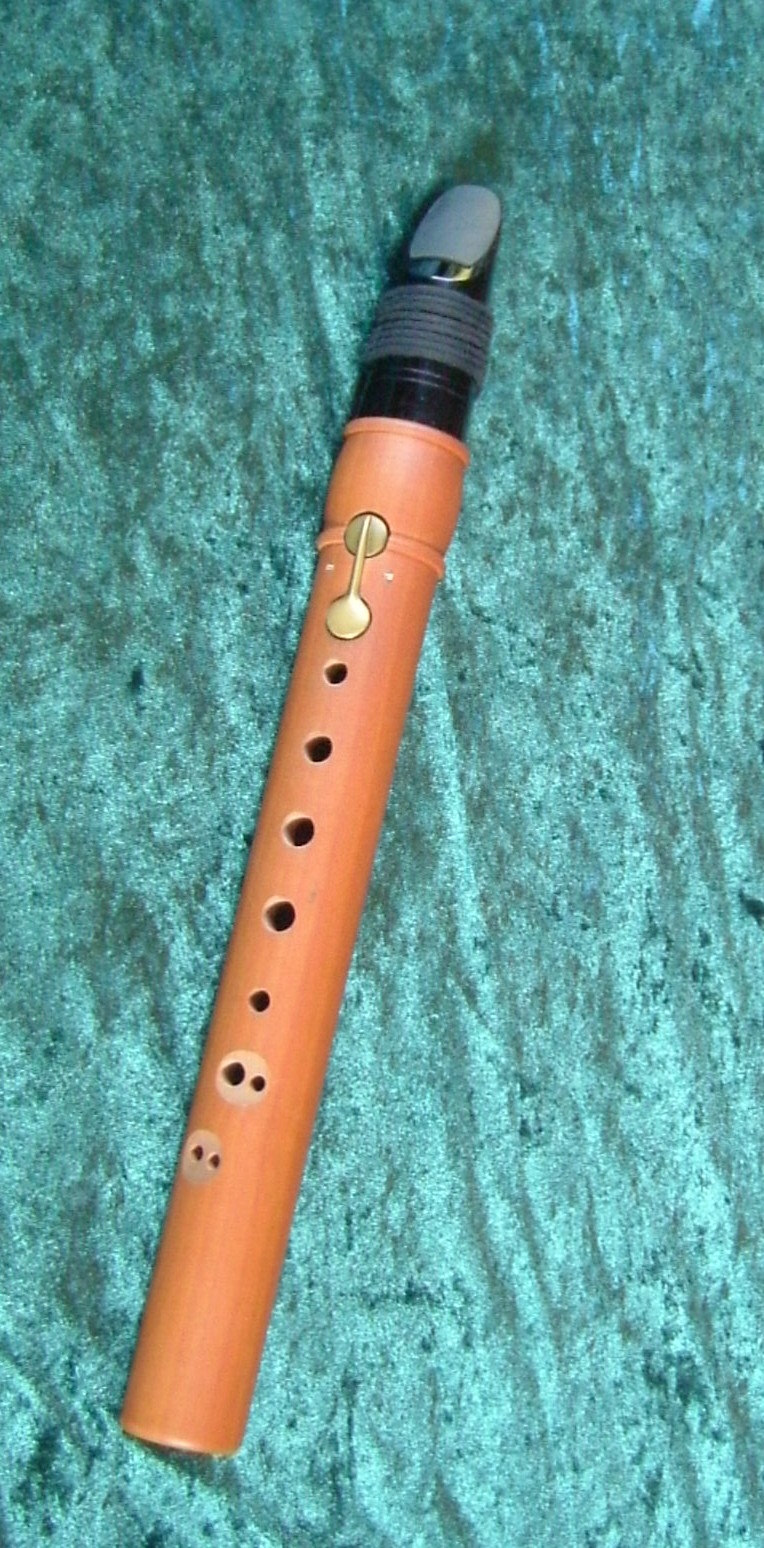
Ejemplar moderno con 2 llaves.

El salmoé (fr. chalumeau) es un antiguo instrumento musical de lengüeta simple con siete agujeros que se usaba a finales del XVII y en el XVIII.
En fechas anteriores, el término genérico en la Edad Media y el Renacimiento designaba a todo instrumento de viento de la familia de madera compuesto de un tubo cónico o cilíndrico y una lengüeta simple o doble. 
Entre los diversos nombres por los que se conoce el instrumento se encuentran scialumò, schalamaux, shalamo, salmò, chalimou, todos derivan de chalumeau (plural, chalumeaux), término que a su vez deriva, a través del latín calamus, del griego κάλαμος (kalamos) que significa "caña".
Entre otros, han escrito conciertos para este instrumento, sobre todo en dos polos musicales: por un lado Venecia y Viena donde Antonio Vivaldi o compositores de óperas como Bononcini, Caldara, Fux, etc., suelen emplear el salmoé en combinación con la voz humana y por otro lado, Hamburgo y Darmstadt, donde Christoph Graupner y Georg Philipp Telemann muestran su preferencia por los salmoés de baja tesitura. Sin embargo, posteriormente cayó en desuso y el término y sus derivados pasaron a indicar el registro más grave del clarinete.